# LDLC ASVEL féminin
Actualités
Le LDLC ASVEL féminin est un club professionnel de basket-ball féminin français situé à Lyon évoluant en Ligue féminine de basket.

## Historique
Le club est né en 2000 de l'union de deux clubs lyonnais : le FC Lyon Basket féminin et l'Association laïque Gerland Mouche (créé en 1944). L'objectif de cette fusion était de pérenniser la présence du FC Lyon Basket féminin parmi l'élite du basket féminin français.
Dès la saison 2008-2009, l’équipe remonte, sous la direction de l'ancien international Pierre Bressant (ex-CRO Lyon Basket), de Nationale 2 en Nationale 1 avec 37 victoires en 37 rencontres avec à la clef le Trophée de France remporté à Bercy.
Pour la saison 2010-2011, les joueuses portent pour la première fois une jupe à la place du short, leur équipe devenant la première en France à adopter une telle tenue. Pour Bertrand Barré, cet équipement marque une rupture avec « l’image du basket des États-Unis. Pendant des années et des années les filles étaient habillées comme des hommes avec des grands shorts et des énormes maillots ». Charline Servage déclare : « Je trouve les tenues très sexy. C’est très féminin, très novateur et je pense que ça va faire grand bruit dans le basket français voire européen et c’est une très bonne chose »
Le club s’était donné l’objectif d’atteindre l’élite en 2012, mais grâce à une bonne saison, l'objectif est atteint dès 2011.
L'objectif du maintien n'a pas été atteint sportivement. Toutefois, le club s'est rapproché du voisin de Challes-les-Eaux pour une fusion de leurs équipes. Devant les réticences d'une partie du club challésien, celui-ci fait le choix d'une rétrogradation au niveau amateur, alors que la plupart des joueuses rejoignent Lyon, qui bénéficie d'un repêchage en tant que première équipe reléguée, et qui a engagé l’entraîneur Laurent Buffard.
En difficultés financières au printemps 2013, le club se sépare de l'entraîneur Laurent Buffard et engage la serbe Marina Maljković. Malgré un effectif réduit, le club remporte le Challenge round et se qualifie pour l'Eurocoupe. Toutefois, le club se voit rétrogradé en Ligue 2 pour raisons financières et renonce donc aux compétitions européennes.
Toujours en difficultés financières en 2014 malgré une cinquième place en championnat, le bureau fédéral de la Fédération française de Basket-ball décide de rétrograder le club en Ligue 2, alors que le président de Lyon Nicolas Forel malgré une augmentation de capital de 100 000 euros et la proposition de solder 80 % des 200 000 euros de dettes d’ici juin 2015. Lyon annonce son intention de faire appel devant le Comité national olympique et sportif français et si nécessaire le Tribunal arbitral du sport. À la suite de la médiation du CNOSF, la Ligue accepte le maintien de Lyon.
Pour la saison 2015-2016, l'équipe de Lyon est parrainée par l'ancien rugbyman Sébastien Chabal.
Le président du club Nicolas Forel évoque l'objectif d'évoluer d'une nouvelle salle de 2 000 places pour fin 2018 à l'étroit dans les 649 places de la salle Mado-Bonnet, ce qui limite ses ambitions d'élargir son audience : « Nous n’avons pas de parking, à peine 10 m2 de bureaux pour tout le club et pas de métro à proximité. Si on veut davantage se développer, il nous faut d'urgence une nouvelle structure ».
Le 9 mars 2017, à l'issue de l'assemblée générale des actionnaires, le club est racheté par Tony Parker, qui devient le président du club, choisissant Marie-Sophie Obama pour Présidente déléguée. Le club est renommé Lyon ASVEL féminin le 26 juin 2017. Lors de la saison 2017-2018, les Lionnes de Lyon ASVEL Féminin atteignent les demi-finales du championnat ainsi qu'une qualification pour l'EuroCup Women. Un an plus, le club est  champion de France 2019, décrochant ainsi une place en EuroLeague Women.
En octobre 2019, le groupe LDLC déjà associé au LDLC ASVEL étend son partenariat à l'équipe féminine qui devient LDLC ASVEL féminin. Pour Tony Parker, « notre projet était un projet mixte alors le fait d'avoir la chance le même nom (...) Il n'y aura pas LDLC sur le maillot, on aura un nouveau sponsor (IDEC Sport) qui vient avec nous sur 3 ans ». L'ASVEL obtient en octobre 2019 la signature de la jeune internationale lituanienne de 13 ans Justė Jocytė.
Le club remporte en avril 2023 la première compétition européenne de son histoire, l'Eurocoupe 2023.
Le 12 janvier 2025, l'ASVEL dispute scontre Villeneuve d’Ascq dispute sa première rencontre au Palais des sports de Lyon. Proche de l'Académie Tony Parker, l'équipe joue à Gerland dans une configuration de 3 000 places contre 1 248 places au gymnase Mado Bonnet, sur une capacité pouvant être portée à  6 500 places,.
L'ASVEL voit son budget 2025-2026 contesté par le Contrôle de gestion de la Ligue, mais le club obtient gain de cause en renonçant à disputer l'Eurocoupe.

## Blasons et couleurs

### Blasons

De 2000 à 2009
De 2009 à 2015
De 2015 à 2017
De juin 2017 à septembre 2019
Depuis septembre 2019

## Palmarès
| Compétitions nationales | Compétitions internationales         |
| - Championnat de France : - Champion (2) : 2019, 2023 - Finaliste (1) : 2022 - Coupe de France : - Vainqueur (1) : 1960 - Finale (1) : 2020 (finale annulée) et 2023 - Challenge Round : - Vainqueur (1) : 2014 - Nationale 1 : - Vainqueur (1) : 2009 - Trophée de France - Vainqueur (1) : 2009 - Match des champions - Vainqueur (1) : 2019 - Finaliste (1) : 2023 | - Eurocoupe : - Vainqueur (1) : 2023 |

## Entraîneurs
- 2008-2012 : Pierre Bressant
- 2012-2013 : Laurent Buffard
- 2013-2016 : Marina Maljković
- 2016-2017 : Étienne Faye
- 2017 : Gurvan Morvan puis Pierre Bressant
- 2017-2021 : Valéry Demory
- 2021-2022 : Pierre Vincent
- 2022-2024 : David Gautier
- depuis 2024 : Yoann Cabioc'h

## Joueuses célèbres ou marquantes

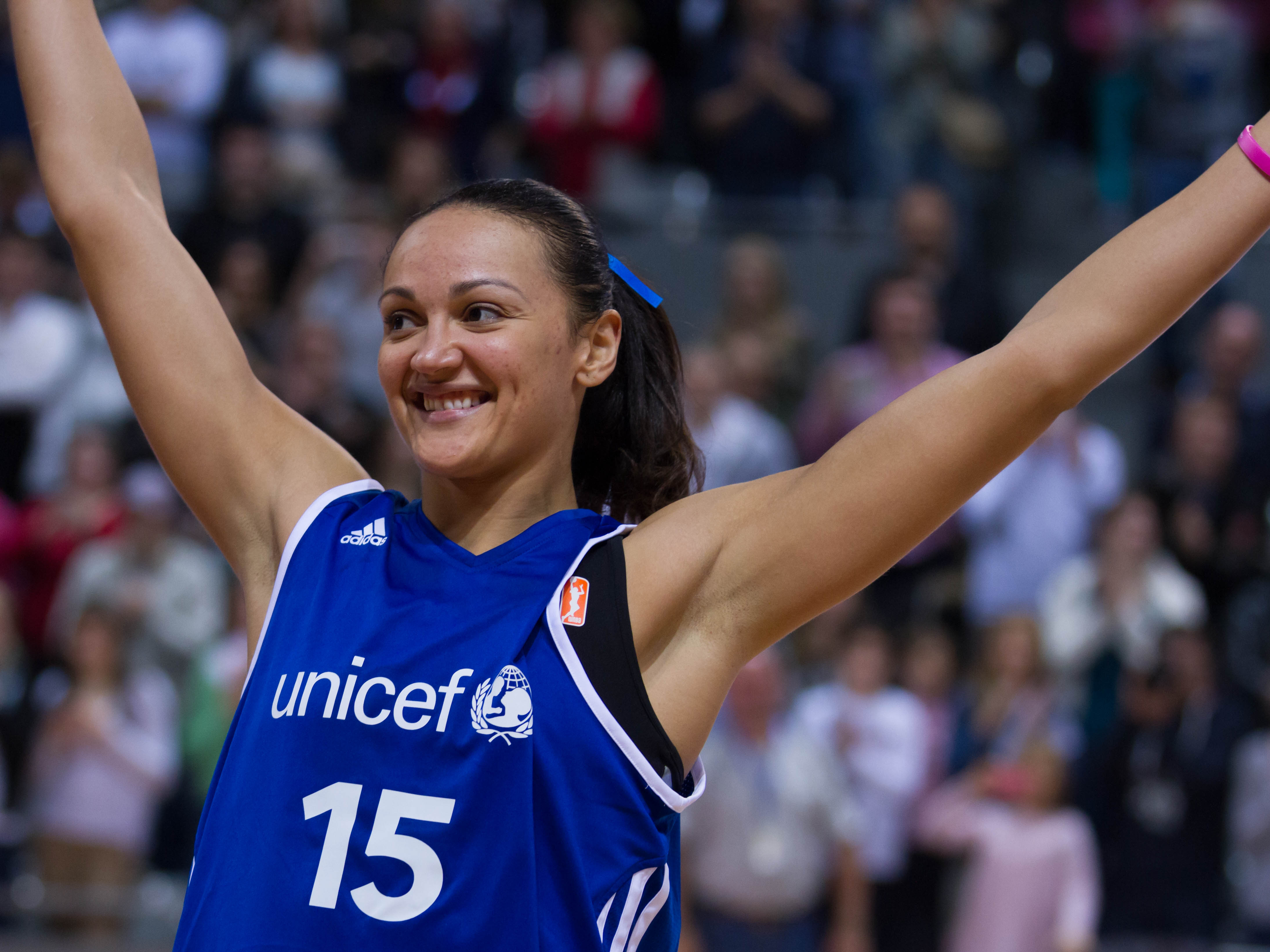
Mistie Bass-Mims.

- Barbara Matray
- Bintou Marizy
- Émilie Maurice
- Julie Legoupil
- Charlotte Ducos
- Géraldine Bertal
- Leslie Ardon
- Mistie Bass-Mims
- Audrey Sauret
- Milica Dabović
- Alysha Clark
- Julie Allemand
- Julie Vanloo
- Romy Bär
- Helena Ciak
- Marine Johannès
- Gabby Williams
- Alexia Chartereau
- Sandrine Gruda
- Blake Dietrick